# Nehemiah Grew

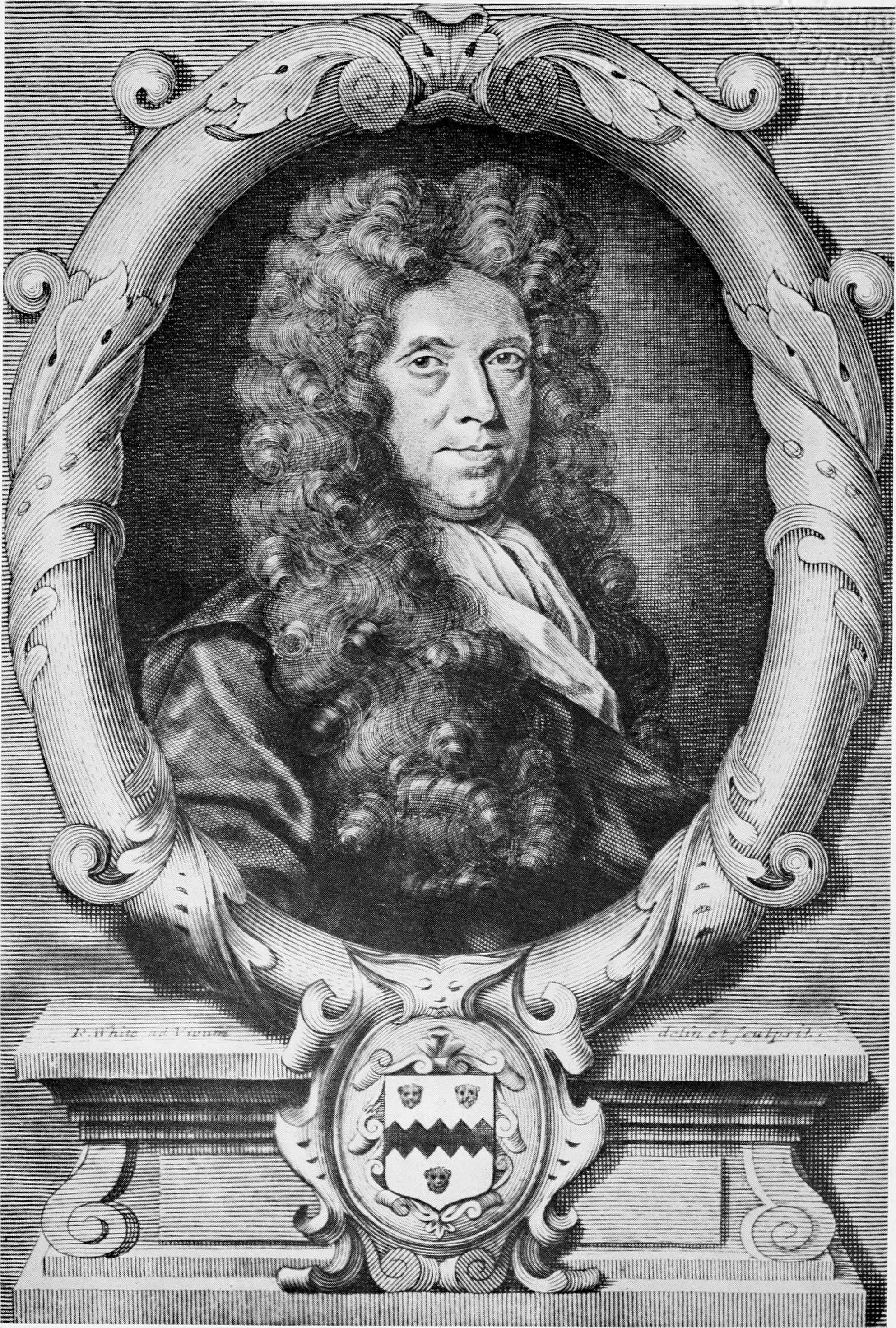
Nehemiah Grew

Nehemiah Grew (1641–1712) – angielski lekarz i botanik, jeden z twórców anatomii roślin. Zajmował się fizjologią rozmnażania się roślin oraz ich budową komórkową. Pełnił funkcję sekretarza Royal Society w Londynie.